# Georges le Géorgien
Originaire de Géorgie, Georges, ou Zorzes, fut vendu comme esclave à un Turc et converti à l'islam durant sa jeunesse. Il vécut presque toute sa vie comme un musulman, semblant ne pas avoir de mémoire sur la croyance et la langue de ses parents. Toutefois, quand il atteint l'âge de 70 ans, il décida sans prévenir de se reconvertir au christianisme et se présenta devant le juge pour officialiser sa nouvelle religion.

Mais les autorités ottomanes n'acceptèrent guère sa conversion et commencèrent à le questionner, le menacer puis le torturer. La tradition dit que son unique réponse était : 
« Je suis chrétien ; je veux mourir chrétien ! »
 Les bourreaux décidèrent alors de le pendre et coupèrent tout de suite après la corde pour lui laisser une dernière chance. Toutefois, il refusa de renoncer à sa religion et fut, cette fois-ci, vraiment pendu.
Considéré comme martyr, il est fêté par les Églises orthodoxes le 2 janvier (15 janvier).

## Sources
- Biographie sur le site du l'Église orthodoxe russe